# Flûte de Pan
Pour les articles homonymes, voir Pan (homonymie) et Syrinx.

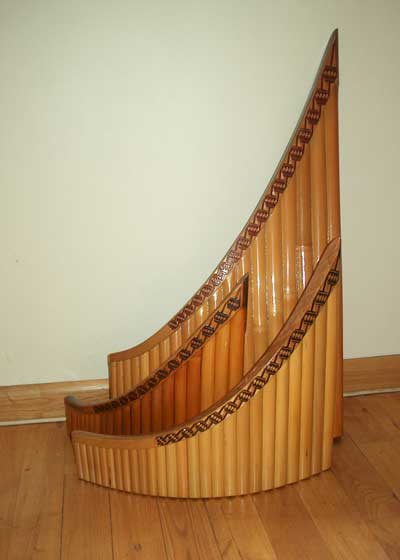
Flûtes de Pan roumaines.

La flûte de Pan est un instrument de musique à vent composé d'un ensemble de tuyaux sonores assemblés.
Elle appartient au groupe des instruments à vent, le matériau vibrant produisant le son étant l'air lui-même. Et plus précisément, puisqu'il s'agit d'une flûte, le son (vibration ondulatoire) est obtenu par la rupture d'une lame d'air sur un biseau.
Il existe dans le monde une grande variété de formes et d'organisations spatiales de cette flûte. Les matériaux utilisés sont aussi très variés. Mais quelle que soit la forme ou l'époque, elles dérivent d'un archétype commun : quelques chaumes (roseaux, bambous, etc.) rassemblés.

On trouve des flûtes de Pan en Europe, en Asie, en Amérique, en Océanie et en Afrique. Ces flûtes portent naturellement de nombreux noms différents et « flûte de Pan » est le nom générique français pour l'ensemble des flûtes appartenant à cette famille d'instruments. On utilise aussi en français, dans l'usage poétique ou didactique, le mot de « syrinx », qui rappelle l'origine mythologique, dans la sphère gréco-latine, de la flûte de Pan occidentale : 
Tâche donc, instrument des fuites, ô maligne

Syrinx, de refleurir aux lacs où tu m'attends !
— Mallarmé, L'Après-midi d'un faune

## Histoire

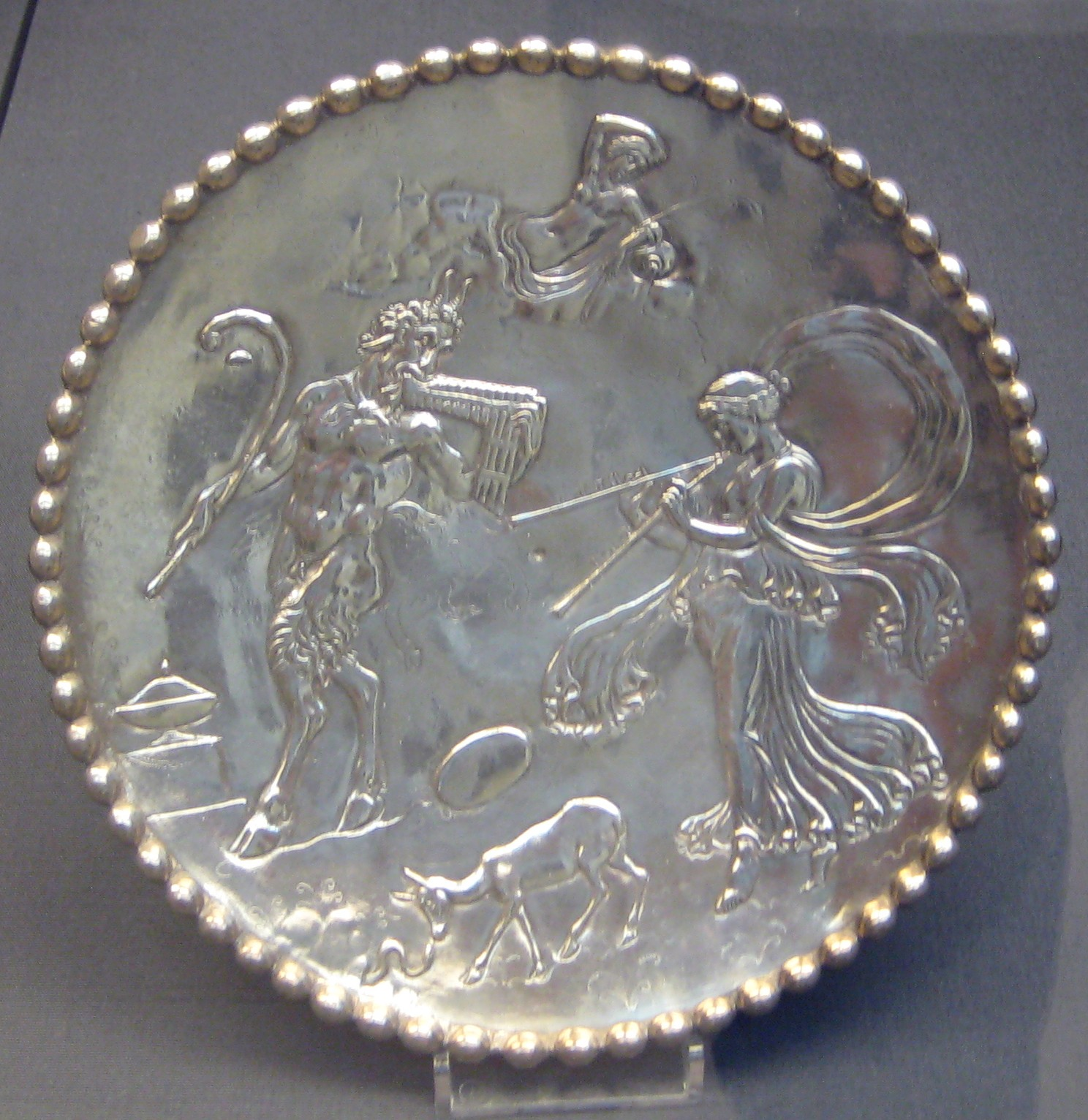
Plateau romain en argent représentant Pan jouant du syrinx et une Ménade jouant de l'aulos. British Museum.

L'ancienneté de l'instrument est attestée par diverses découvertes archéologiques : « Les plus anciennes flûtes de Pan découvertes en Europe sont originaires des régions orientales du continent : d’une nécropole néolithique (2000 av. J.-C.) d’Ukraine méridionale et d’un site de la région de Saratov. Chacune se compose de sept à huit tuyaux en os creux d’oiseau… ».
Cependant, il serait vain de vouloir préciser la date ou le lieu de sa naissance. Considérons donc simplement que l'on peut fabriquer une flûte de Pan en roseau (ou en chaume) sans aucun outillage, ce qui accrédite sensiblement son extrême ancienneté.
Par ailleurs, l'ethnomusicologue André Schaeffner propose une théorie essentielle sur sa genèse, laquelle serait très progressive. Il faut, si on veut le suivre, imaginer des personnes portant chacune un tuyau, et c'est l'ensemble de ces personnes qui constitue la flûte de Pan originelle,,. Cette théorie s'appuie notamment sur les travaux des archéologues P. Girod P. et E. Massenat, qui ont découvert un ensemble de sifflets reliés entre eux par un lien lâche.

### Grèce ancienne
La flûte de Pan, ou syrinx, est un attribut du dieu Pan. Toutefois, il faut se garder de traduire systématiquement syrinx par « flûte de Pan ». En effet, syrinx signifie « flûte », c'est donc aussi un nom générique. On précisait ainsi : syrinx polycalame pour désigner une flûte de Pan, syrinx monocalame, une flûte droite. Le mot syrinx provient du grec ancien σύριγξ, signifiant « roseau taillé et creusé » et, par extension, « flûte », le mot a été repris par le latin syrinx, syringis qui signifie « roseau » ou « flûte ».

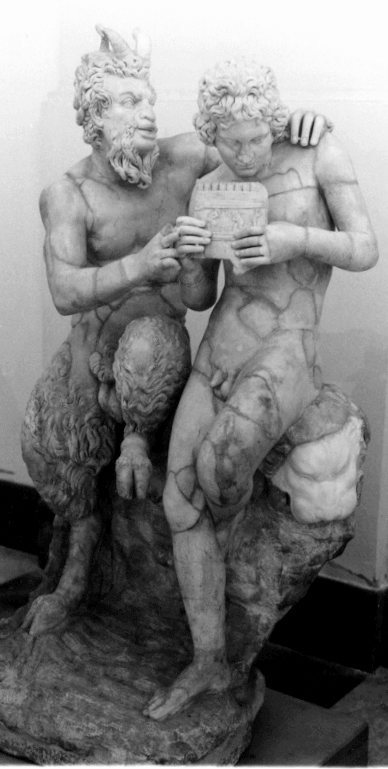
Statuette du dieu Pan donnant une leçon de musique au berger Daphnis,, Musée national archéologique de Naples.

On attribue à Pan différents pères et mères selon les récits que l'on consulte. Cependant, le lien avec Hermès/Mercure est toujours fort et Pan est souvent présenté comme étant le fils d'Hermès. Ainsi le chant XVIII des Hymnes homériques, sans doute un des textes occidentaux les plus anciens où la flûte de Pan soit évoquée, précise bien la généalogie de Pan et rapporte déjà l'existence de l'instrument de musique qui est son attribut. Toutefois, il n'est alors jamais précisé que Pan en est l'inventeur. En fait, dans ces temps anciens, c'est Hermès qui est donné comme l'inventeur de cette flûte.

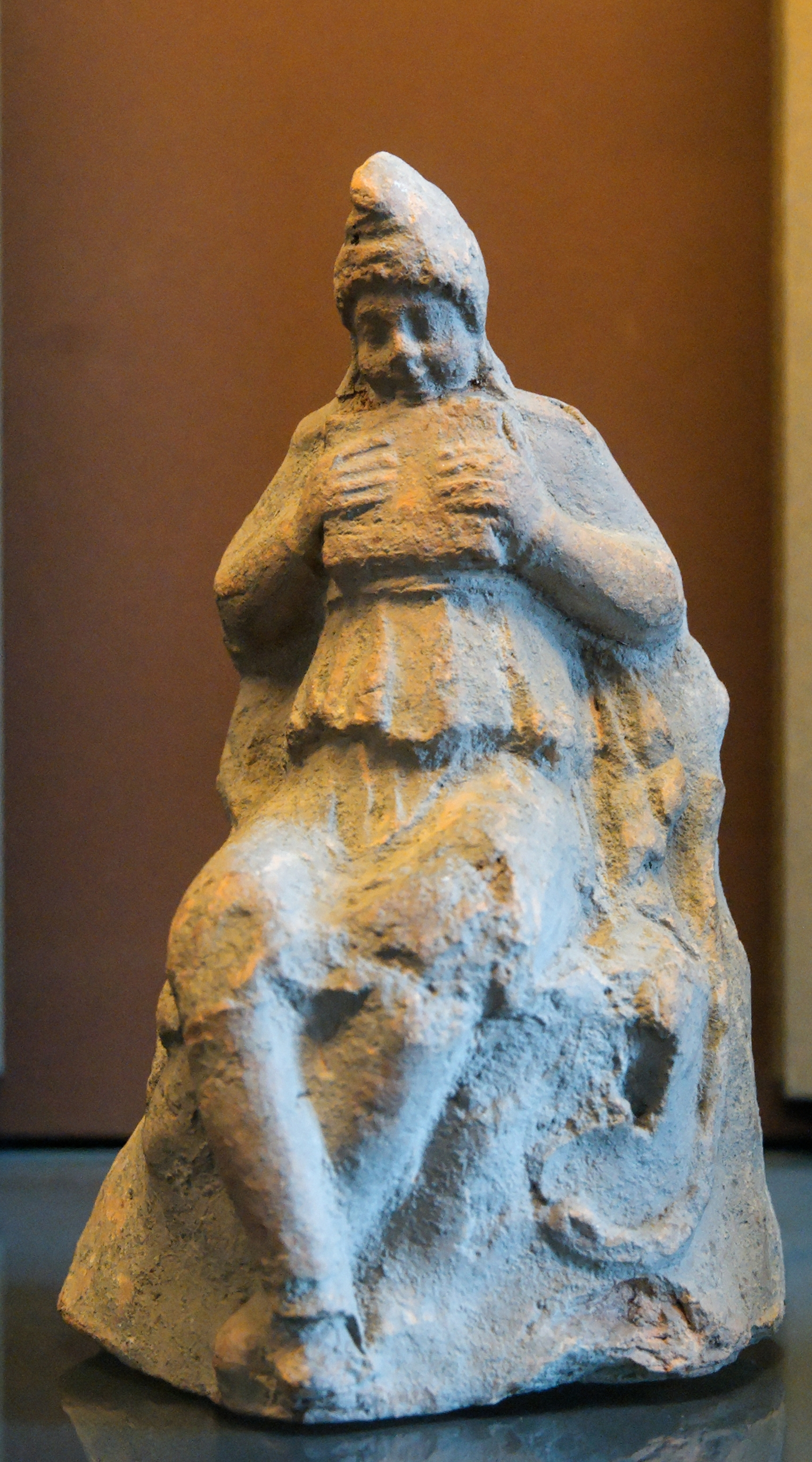
Attis jouant de la syrinx à boîte carrée. Terre cuite macédonienne, 200 av. J.-C. Musée du Louvre.

Le traducteur parle de chalumeaux et non de syrinx. Il ne faut pourtant pas voir dans ces chalumeaux l'ancêtre organologique de la clarinette, mais bien une flûte de Pan (dont le caractère polycalame est confirmé par l'usage du pluriel dans « chalumeaux »).
Ces hymnes furent certainement écrits entre le VIIIe siècle av. J.-C. et le IVe siècle de notre ère sans qu'on puisse les dater avec une grande précision. Il faut aussi dire qu'ils ne doivent rien à Homère, si ce n'est le recours à un mètre poétique aussi utilisé par lui. Cette première association Pan–flûte de Pan, relatée par le chant XVIII des Hymnes homériques, ne nous permet donc pas de remonter au-delà du VIIIe siècle av. J.-C.
Cette première évocation de la relation Pan–flûte de Pan — la plus ancienne connue de nous — ne fait cependant pas de Pan l'inventeur de la flûte qui porte aujourd'hui son nom. C'est plus tard, avec les Métamorphoses d'Ovide, que Pan devient enfin l'inventeur de sa flûte. Pour résumer la métamorphose de syrinx : Pan, poussé par le désir, pourchasse la nymphe Syrinx, mais elle se dérobe finalement sur les berges du fleuve Ladon. Son souhait d'échapper à Pan est exaucé et elle est transformée en roseaux, lesquels bruissent doucement sous le souffle de Pan déçu. Il décide alors d'assembler quelques roseaux pour entretenir sa mémoire et invente ainsi la syrinx. Platon, par ailleurs, évoque la syrinx en ces termes : « Il te reste […] la lyre et la cithare, utiles à la ville ; aux champs, les bergers auront la syrinx ». Cette citation est importante pour situer la flûte de Pan dans son contexte. Il s'agit d'un instrument de pasteurs, fortement associé à une économie où la fertilité des troupeaux est le centre d'intérêt premier.
Dans ce cadre, la flûte de Pan a pu opérer par ses vertus symboliques, vertus largement partagées par l'ensemble des flûtes puisqu'elles sont liées au matériau mis en œuvre bien plus qu'à la forme spécifique de la flûte de Pan.

## Acoustique
On trouve des flûtes de Pan dont les tuyaux sont fermés à une extrémité et d'autres qui sont ouvertes aux deux extrémités. Ces dernières sont très rares dans le monde, et en voie de disparition ; le peuple 'Are'are (en) des îles Salomon joue encore de la seconde variété et il existe aussi au Viêt Nam une flûte de Pan de ce type, le Dding-Dek jouée par les jeunes filles.
Sauf mention contraire, les flûtes présentées dans cet article sont de type à tuyaux bouchés à une extrémité.

### Tuyaux bouchés à une extrémité
L'air est soufflé, légèrement en biais, sur la face opposée interne du tube en faisant le son « te » et à la manière d'un pépin qu'on expulse à travers l'extrémité ouverte du tuyau sur le biseau opposé aux lèvres, créant les vibrations régulières de la colonne d'air qui produisent les ondes sonores dans les tubes.
Le résultat est assez analogue pour chaque tube à celui d'une bouteille plus ou moins remplie dans laquelle on souffle en biais par le goulot.
La différence avec une flûte à bec ou traversière est que la hauteur des sons n'augmente plus en débouchant au fur et à mesure des trous percés le long d'un tuyau ou tube unique, puis en ajoutant une octave par la puissance du souffle.
Cette fois ce sont des tuyaux successifs non percés, de longueurs différentes, qui génèrent les longueurs d'onde différentes. Le son produit est donc grave quand le tuyau est long et aigu quand le tuyau est court, l'ensemble formant ainsi une succession de notes, une échelle, conformes aux standards de la culture concernée, En Occident, on trouve couramment la gamme diatonique comme échelle, tandis qu'on peut trouver chez les 'Are 'are différentes échelles, comme une equiheptaphonique pour les ensembles 'au Tahana et 'au Keto, une échelle pentatonique pour l'ensemble 'au Paina, etc, et encore d'autres échelles, comme des pentatonique anhémitonique en Afrique ou en Amérique du Sud.
Les tuyaux composant ce type de flûte de Pan étant bouchés à leur extrémité inférieure, les ondes sonores doivent parcourir deux fois la longueur du tuyau et produisent donc une note une octave plus basse que si elle était produite par une flûte ouverte de longueur égale.
La loi des tuyaux bouchés précise que seuls les harmoniques impairs sont théoriquement audibles, mais la pratique montre que les harmoniques pairs sont aussi présents, toutefois en proportion bien moindre. Ce qui en résulte, c'est bien sur le timbre caractéristique de la flûte de Pan, sans redondance d'octave, mais avec une composante forte de quinte. Le sonagramme est caractéristique : harmoniques pairs très faibles ; de même la sinusoïde est remarquable.
L'altération inférieure d'un demi-ton (ou autre) est obtenue par divers procédés, lesquels permettent d'obturer légèrement le tuyau et d'abaisser la fréquence du tuyau.
L'altération supérieure est impossible. On procède donc par enharmonie pour produire les notes diésées.
En fournissant une plus grande pression de souffle et avec une tension importante des lèvres, des partiels harmoniques sont produits.

### Tuyaux ouverts aux deux extrémités
Dans ce cas le tuyau n'agit pas comme un résonateur. Le son est faible, subtil ; l'adjectif qui le définit le mieux serait « éolien ». À noter que les flûtes de ce type sont plutôt disposées en fagot, contrairement à celles dont les tuyaux sont fermés à une extrémité et qui le plus souvent ont une disposition en radeau.

## En France

### Fistula Panis, frestel, fresteu et fioulet
Au Moyen Âge, cet instrument était appelé par son nom latin : fistula Panis, ce qui a donné frestel. En Provence, une flûte de Pan est connue sous le nom de fresteu, et dans les Pyrénées on en trouve une sous le nom de fioulet (qui signifie par ailleurs sifflet).
La flûte de Pan provençale était sans conteste une flûte de bergers, alors que la flûte pyrénéenne était maniée par les castreurs de cochon (qui jouait une ritournelle pour faire connaitre leur passage dans les villes et villages).
Une fouille sur le site d'Alésia a révélé une flûte de Pan monoxyle, en assez bon état de conservation. Une flûte très semblable à la flûte d’Alésia a été découverte en Angleterre lors de fouilles sur le site viking de Jorvik (York). Une flûte de même type est aussi conservée au Musée archéologique des cantons Thurgau, en Suisse.
Par ailleurs, de nombreuses flûtes de Pan sont représentées par les sculpteurs médiévaux. Ces flûtes sont le plus souvent monoxyles comme celle d’Alésia, ou monoxyles à fenêtres.
Il est certain que ces flûtes peuvent être associées principalement au monde rural, pastoral, mais il existe cependant une flûte de Pan fabriquée au XIXe siècle qui montre une finition particulièrement soignée, et qui nous révèle qu'elle a pu sortir de son monde originel et se faire entendre dans une société plus fortunée.
Jean Giono décrit le tympon dans son ouvrage Le Serpent d'étoiles : « Le tympon est cette flûte à neuf tuyaux : flûte de jeux et de détresse. Elle donne une gamme et deux do profonds, très graves : l'un devant la gamme, l'autre derrière. Ces notes sombres sont là toujours prêtes à sonner l'alarme à chaque bout de la chanson. [.], on souffle seulement aux sept tuyaux en faisant couler les roseaux devant sa bouche. »

## En Roumanie et Moldavie

### Le naï, ou nai, ou muskal
Le naï est une flûte diatonique de la musique traditionnelle moldave et roumaine, à l'origine, assez aigüe,  en ré majeur (donc avec le fa# et le do#) puis en sol majeur (donc avec un fa#), et aujourd'hui souvent en do majeur en Europe de l'ouest. Pour une étude historique complète de cette évolution, voir un article détaillé de Patrick Kersalé sur le site dédié à la flûte de Pan.
Il y a donc sept notes différentes dans l'octave. Cependant, s'il est possible de jouer tous les chromatismes, seuls quelques musiciens très aguerris les produisent sans altération de la justesse recherchée ou du timbre.

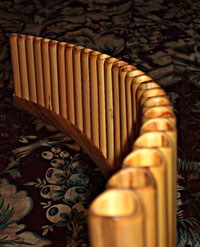
Courbure caractéristique du naï (flûte de Pan moldo-roumaine)

Au XXe siècle, la flûte de Pan moldo-roumaine, le naï, a pu être entendue entre 1910 et 1939 dans tous les hauts lieux musicaux du monde, jouée par Fănică Luca,. Plus récemment, cette flûte de Pan a été à nouveau rendue populaire par les musiciens roumains virtuoses Simion Stanciu et Gheorghe Zamfir, qui ont enregistré de nombreux albums de musique de flûte de pan. Zamfir et Stanciu excellent à interpréter le répertoire traditionnel roumain et tzigane, tour à tour virtuose et effréné, comme celui plus intime des doïnas, complaintes profondes, voire lamentos. L'ex-URSS avait aussi une paire de virtuoses moldaves : Constantin Moscovici et Vasile Iovu.
Le renouveau de cette flûte de Pan moldo-roumaine, d'abord animé par les élèves de Fănică Luca, a fait naître une plus grande reconnaissance de cet instrument presque oublié, et c'est maintenant une troisième génération de musiciens qui émerge ; le répertoire virtuose roumain est toujours joué par ces musiciens roumains et moldaves, mais aussi suisses, allemands, français, hollandais, etc, qui tous s'emparent des répertoires classiques, baroques et anciens, avec un savoir-faire, une connaissance du contexte de création et un respect des œuvres, inconnus de la génération précédente.
Aujourd'hui, quasiment tous les styles musicaux sont joués à la flûte de Pan roumaine, jazz, blues, musique ancienne, baroque, classique, romantique, contemporaine, variété...
Le répertoire écrit pour la flûte de Pan reste en revanche relativement limité. La flûte de Pan a été utilisée dans quelques chansons des Beatles, Bee Gees, Agustín Lara, Luis Miguel et Céline Dion. On l'entend de plus en plus fréquemment dans des musiques de film, ainsi que dans le jingle annonçant la météo sur la radio France Inter. Aujourd'hui on l'enseigne dans des écoles de musique, et même dans certains conservatoires, en Hollande, Allemagne, Suisse. En Moldavie, des concerts de flûtes de Pan et autres instruments traditionnels sont donnés annuellement début mars lors du festival musical Mărțișor qui dure dix jours. Un autre festival plus international réunit tous les ans au mois de juillet des centaines de naïstes à Arosa en Suisse.

### Instruments d'accompagnement roumains et moldaves
Les principaux instruments composant un orchestre traditionnel moldo-roumain, soit accompagnant la flûte de Pan, soit jouant eux-mêmes en solistes totalement ou en alternance sont :
à vent :
- accordéon à touches piano
- bucium ou trîmbiţa (famille des cornes)
- caval
- fluer
- oboi
- taragot, clarinette de sonorité proche du hautbois.

à cordes :
- cobza (proche de l'oud)
- lăuta
- ţambal (à cordes frappées par des maillets, soliste ou syncopé sur les rythmes de doïnas)
- violon
- contrebasse à cordes frottées.

à percussion :
- toacă (famille des simandres).

idiophones :
- drîmba (famille des guimbardes).

### Compositions célèbres
- L'alouette (Ciocârlia), extraite de la « Suite Moldave », pièce jouée aussi au violon en czardas par les virtuoses Roms qui l'ont diffusée en Hongrie, Ukraine et Russie,
- La luge aux clochettes (Sania cu zurgălăi) également originaire de Moldavie, timbre repris par Édith Piaf sous le titre "Johnny tu n'es pas un ange", fut reprise à la flûte de Pan et à l'orgue par Horea Crișan et Marcel Cellier en 1976[23].

Les principaux rythmes typiques du folklore moldo-roumain sont les horas, doïnas, brâuri, perinițas et les geamparas.

### Flûtistes de renom
Parmi les interprètes réels les plus renommés de l'époque contemporaine on peut mentionner :

#### Gheorghe Zamfir
Gheorghe Zamfir fut l'un des principaux artistes roumains ayant popularisé la flûte de Pan en France à partir de 1969, en collaboration avec le suisse Marcel Cellier qui par suite l'accompagna à l'orgue d'église : ils enregistrèrent plusieurs disques chez les distributeurs Arion, Déesse ou Festival, dans un style souvent virtuose sur des rythmes de doïnas par exemple, accompagné de l'orchestre de Florian Economu et donnant de nombreux concerts.
Il joua en 1971 le célèbre thème de la musique du film incarné par Pierre Richard, Le Grand Blond avec une chaussure noire, composé par Vladimir Cosma, puis, avec l'orchestre de James Last, « Le Berger solitaire » (Der Einsame Hirte).
À partir des années 1980, il changea de style de répertoire, en reprenant des compositions classiques puis de nombreuses mélodies romantiques.

#### Simion Stanciu
Baptisé "Syrinx", Simion Stanciu (en) réalisa aussi de nombreux enregistrements importés en France notamment et donna des concerts dans plusieurs styles d'interprétation. Il fut le premier à tenter de sortir du répertoire traditionnel roumain / tzigane pour aborder un répertoire savant occidental, notamment Bach.

### Autres artistes roumains ou moldaves
- Fănică Luca (ro), ayant enregistré localement plusieurs 78 tours
- Damian Luca (de), fils de Fănică Luca, accompagné de l'orchestre Nicu Stănescu.
- Vasile Iovu (Moldavie et reste de l'URSS)
- Constantin Moscovici (ro) (Moldavie et reste de l'URSS)
- Ion Nicodim (Roumanie)
- Damian Drăghici (Roumanie)
- Dana Dragomir (Roumanie, Suède)
- Radu Nechifor[25]
- Romeo Vaduva
- Gheorghe Dumitru
- Raluca Patuleanu

### Artistes de pays autres que Roumanie et Moldavie
- Horea Crișan accompagné du grand orchestre de James Last, effectua un disque sur des mélodies romantiques dont le "Paradis des oiseaux" (Paradies Vogel)
- Douglas Bishop[26] (États-Unis)
- Franck Thore (France)
- Kevin Budd[27] (Canada)
- Dimo Dimov[28] (Bulgarie, Allemagne)
- Noortje van Middelkoop[29] (Pays-Bas)
- Constantin Moscovici (ro)[30] (Moldavie)
- Joeri Murk[31] (Suisse)
- Claire Smoorenburg[32] (Pays-Bas)
- Michel Tirabosco[33] (Suisse)
- Brad White[34] (États-Unis)
- Georges Schmitt[35] (France)
- Mais aussi : Michael Dinner, Ulrich Herkenhoff, Petruța Küpper, Juan Leonardo Santillia Rojas, Daniela de Santos, Matthias Schlubeck, Edward Simoni, Gilles Patrat...

## Amérique du Sud

### Flûtes andines

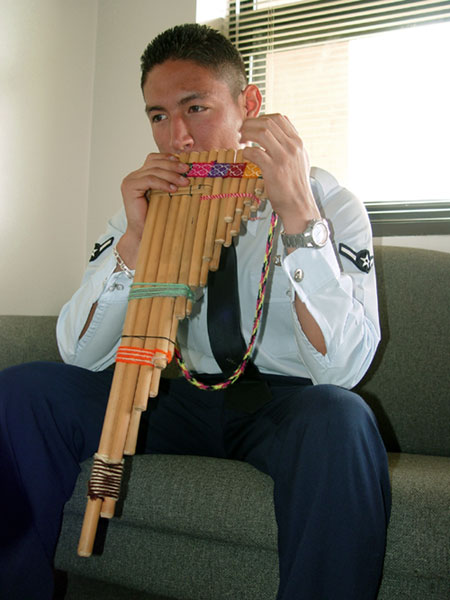
Zampoña (nom générique d'origine hispanique), ou Siku (nom aymara) : une flûte de pan d'origine précolombienne, et même préincaïque.

Dans les Andes, les flûtes polycalames (c'est-à-dire à plusieurs roseaux) jouent un rôle important dans tous les ensembles traditionnels.
On trouve des ensembles de flûtes de Pan avec toutes les tailles en Amérique du Sud, les tropas, pouvant, lorsque les artistes les jouent ensemble, recouvrir plusieurs octaves, soit à l'unisson, soit en alternance de notes.
Certaines flûtes de Pan ont leurs gammes sur une seule rangée tandis que certaines autres, comme le siku bolivien, ont la gamme répartie alternativement sur deux rangées de tuyaux qu'un seul musicien autonome (pratique moderne) ou que deux musiciens interdépendants (pratique traditionnelle) peuvent faire sonner.
En dehors de la région andine, on les regroupe dans le langage courant avec d'autres sortes de flûtes telles que la "quena", pour former la famille Flûtes andines, bien que les instruments soient complètement différents.

### Instruments d'accompagnement andins
Les flûtes de pan andines sont jouées en alternance avec d'autres flûtes, et accompagnées d'instruments typiques folkloriques principalement à cordes pincées ou grattées avec un plectre-médiator, tels que :
- Le charango, genre de petite guitare ou de petit luth, traditionnellement en carapace de tatou comme caisse de résonance, et aujourd'hui en bois,
- Le cuatro, petite guitare à quatre cordes d'accords spéciaux,
- Les guitares traditionnelles,
- Les maracas, colliers d'os ou coquillages, et percussions diverses,
- Les tambours en peau de tous genres et dimensions, impulsant le rythme et donnant les basses, tels que le bombo : parfois, la flûte de Pan est jouée d'une main, et le tambour porté est joué de l'autre main, et cet instrument double pour un seul musicien est parfois appelé : "bombo-siku".

D'autres instruments peuvent jouer en alternance, comme :
- La marimba sudaméricain, à l'analogue de celle des mariachis du Mexique,
- La harpe paraguayenne ou vénézuélienne "llanera",
- L'accordéon.

Les compositions peuvent être purement instrumentales, mais le refrain est aussi très souvent chanté en chœurs par les musiciens eux-mêmes.

### Compositions célèbres
- El cóndor pasa, ou l'envol du Condor, joué par deux kenas à la tierce, parfois rejointes par un siku, est une mélodie qui a fait le tour du Monde, et est devenue l'un des standards de base popularisant la flûte indienne.
- Alma Llanera, rythme rapide d'origine vénézuélienne, proche du zapateado mexicain.
- "Que nadie sepa a mi suffrir", valse péruvienne qui fut reprise par Edith Piaf à l'occasion d'une tournée en Argentine sous le titre "La Foule"[36].
- La Misa Criolla, est une messe typiquement adaptée à Noël, chantée par une chorale et accompagnée par un ensemble andin, popularisée par l'ensemble Los Fronterizos sur un disque paru en 1964. La chorale Vent d'Est l'interpréta aussi avec Los Calchakis en 1978 au Pavillon Baltard de Nogent-sur-Marne. Elle comporte 5 parties : Kyrie, Gloria (carnavalito), Credo, Sanctus et Agnus Dei.

### Groupes célèbres avec flûtes indiennes
Dans plusieurs pays d'Amérique du Sud proches de la Cordillère des Andes, tels que Pérou, Bolivie, Argentine, Chili, Paraguay, Équateur, ce sont plutôt des ensembles instrumentaux qui sont renommés, parmi lesquels figure en bonne place la ou les flûtes de Pan  jouant souvent la mélodie principale. Parmi les groupes les plus célèbres :

#### Los Calchakis
Los Calchakis, dirigé par Hector Miranda, popularisa les flûtes indiennes, par leurs concerts en tournée en France, ainsi que leurs nombreux disques chez la firme Arion. Ils reçoivent le Grand Prix du Disque de l’Académie Charles-Cros en 1970.

#### Los Incas
Los Incas fut le premier groupe célèbre en 1958, effectuant lui aussi de nombreux concerts et disques. Ils accompagnèrent Simon and Garfunkel sur le fameux El cóndor pasa (l'envol du condor).

#### Uña Ramos
Uña Ramos est célèbre pour ses interprétations en soliste, mais surtout à la quena. Il a même participé en 1980 à la « Symphonie celtique » du festival de Lorient, présentée par Alan Stivell, associant les cultures andine, berbère, indienne, tibétaine… et était ami du bandonéoniste compositeur de tangos argentins Astor Piazzolla.

#### Ensembles divers andins
- Los Maracaïbo effectua également de nombreux disques chez Arion.
- Los Quetchas
- Bien d'autres ensembles plus récents modernisèrent leur style pour l'adapter à la danse voire l'easy-listening, en rajoutant l'accompagnement d'un synthétiseur, basse et batterie, tout en conservant l'aspect folklorique d'origine, comme parmi les premiers, l'ensemble Cochacamba en 1976.
- Plusieurs ensembles et musiciens français et de toutes origines, s'inspirèrent de ces musiques folkloriques pour constituer de nouveaux groupes, en enregistrant plusieurs disques, ou en tant qu'ensembles ambulants jouant souvent dans le métro ou dans les rues pour les touristes, tels que l'ensemble Wayra.

## Amérique du Nord

### Quills
Une flûte de Pan archaïque utilisée en Amérique du Nord par les esclaves et leurs descendants. On a quelques enregistrements de Henry Thomas en 1927 sur le site dédié à la flûte de Pan.
Voir aussi un article (en anglais) bien détaillé.

## Italie

### Firlinfeu
Ces flûtes sont toujours jouées en ensemble. Plusieurs villages de Lombardie possèdent leur ensemble de firlinfeu. Par exemple, l'ensemble "I Bej", créé en 1927, joue un répertoire de danses (mazurkas, valses, marches…), tandis que les costumes sont des créations du costumier Caramba de la Scala de Milan, imitant les costumes du XVIIe en usage dans des vallés de la Brianza.

## Chine

### Paixiao
Le Paixiao est un instrument dont l'histoire semble parallèle à la création de la théorie musicale chinoise. En effet, les lyus sont des tuyaux étalons, tout à fait comparables aux tuyaux de la flûte de Pan, qui ont permis par le jeu de la superposition des quintes de créer la gamme diatonique chinoise de référence.
Il semble que la flûte de Pan connaisse actuellement un regain d'intérêt en Extrême-Orient. En Corée par exemple, il existe plusieurs associations actives de joueurs de flûte de Pan, mais la forme traditionnelle de ces flûtes n'est plus appréciée, puisque les flûtes utilisées sont des répliques parfaites, au moins par leur forme, des flûtes de Pan roumaines (naï).

## Mélanésie

### Diverses formations orchestrales de flûtes de Pan

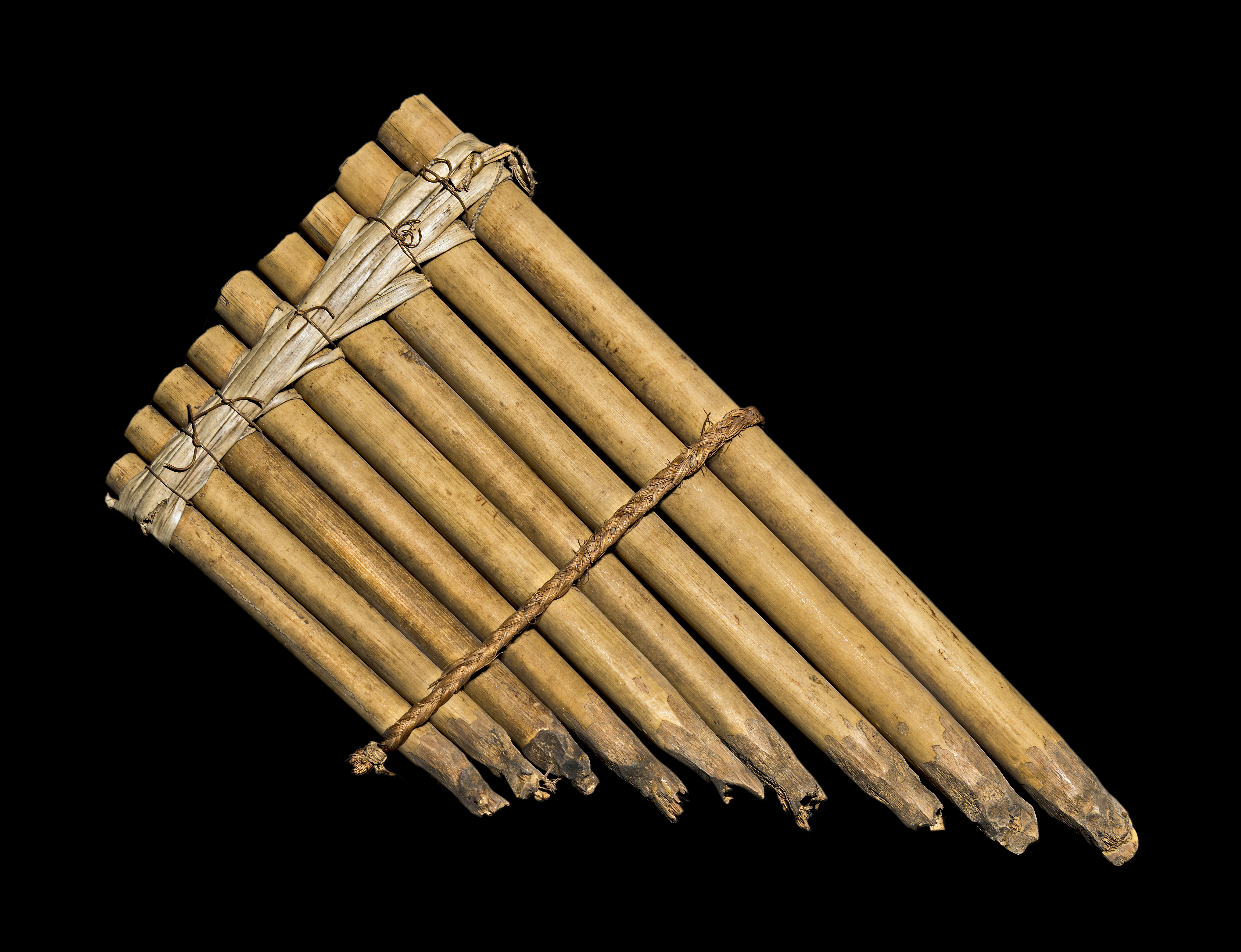
Îles Salomon, XIXe siècle, MHNT.

Il existe de grands ensembles de flûte de Pan dans les îles Salomon. Par exemple, le peuple 'Are 'are vivant sur l'ile Malatai (Salomon) utilise pour différents rituels, ou circonstances, quatre formations musicales distinctes de flûtes de Pan, comportant 4, 6, 8 ou 10 musiciens. Dans tous les cas le répertoire est exclusivement fait de compositions savamment codifiées. L'improvisation dans ce cadre est proscrite ; à peine accepte-t-on quelques ornements dans les voix intermédiaires dans certains ensembles. Mais pour l'ensemble « 'au Tahana », requis pour les rituels les plus importants et considéré comme le plus pur, aucune modification des œuvres n'est tolérée.
À noter l'usage de gammes remarquables, comme cette gamme équiheptaphonique employée dans l'ensemble « 'au tahana ». Ou encore la gamme pentatonique anhémitonique tempérée de l'ensemble « 'au Paina ».
À noter encore, l'usage de deux flûtes de Pan en fagot dont les tuyaux sont ouverts aux deux extrémités. Ces flûtes se jouent en "solo" et hors tout cadre cérémoniel.
La pratique musicale des 'Are'are a été étudiée par le musicologue Hugo Zemp dans les années 1970. Un double CD, entièrement consacré à leurs flûtes de Pan, et complété d'un important livret, a été réalisé et publié par le CNRS.

## Mozambique

### Nyanga
Il existe des flûtes de Pan dans différentes régions d'Afrique, mais il y a peu de documents, peu d'enregistrements, à l'exception de la flûte de Pan « Nyanga » du Mozambique.

## Éthiopie

### Phila
Le mot phila nomme aussi bien l’instrument, un ensemble de tuyaux bouchés à une extrémité de type flûte de Pan, chaque participant ayant un seul tuyau, que l’orchestre qui le joue collectivement, ou encore la danse qui accompagne le jeu.
Il s’agit d’une pratique traditionnelle archaïque, parfaitement entretenue par la tribu « Derashe » en Éthiopie. On retrouve cette pratique aussi chez les « Kusume Mashole » et « Mosya », tribus voisines des Derashe.